# Lydia Aran
Lydia Aran née Liah Gluskin, (octobre 1921 - 5 mars 2013 à Jérusalem) professeure émérite à l'Université hébraïque de Jérusalem, est une spécialiste du bouddhisme. Elle a enseigné au Département d'études indiennes de l'Université hébraïque jusqu'à sa retraite en 1998.
L'histoire de la vie dramatique de Lydia Aran  a commencé en Vilnius, en Lituanie, où elle a survécu à la Shoah en étant caché, avec sa sœur jumelle Monica, dans le petit village de Ignalina par son professeur d'histoire de la grande école, Krystyna Adolph, une Polonaise catholique,.

## Ouvrages
- The Art of Nepal
- Buddhism: An Introduction to Buddhist Philosophy and Religion (Hebrew) 1993
- Destroying a Civilization: Tibet 1950-2000 (Hebrew) 2007